# Sesamia sokutsuana
Sesamia sokutsuana là một loài bướm đêm trong họ Noctuidae.